# Kazuhiro Murata
Kazuhiro Murata (村田 一弘, Murata Kazuhiro) est un footballeur japonais né le 12 mai 1969. Il évoluait au poste de défenseur.